# 305254 Moron
305254 Moron este un asteroid din centura principală de asteroizi.

## Descriere
305254 Moron este un asteroid din centura principală de asteroizi. A fost descoperit pe 19 decembrie 2007 la Nogales de Michel Ory. Asteroidul prezintă o orbită caracterizată de o semiaxă mare de 2,79 ua, o excentricitate de 0,08 și o înclinație de 5,1° în raport cu ecliptica.